# Malinka (hoppbacke)
Malinka är en backhoppningsbacke vid staden Wisła, Schlesiens vojvodskap, Polen. Den är uppkallad efter Polens mest framgångsrika backhoppare Adam Małysz, som är från Wisła.
Den första hoppbacken i Malinka byggdes 1932-1933. Efter andra världskriget byggdes den ut och blev Polens största efter Wielka Krokiew i Zakopane. Hoppbacken byggdes om flera gånger men blev efterhand omodern.
Efter Adam Małysz stora framgångar i början av 2000-talet beslöt man att bygga en helt ny hoppbacke som invigdes sommaren 2008 med ett hopp av självaste Adam Małysz. Säsongen 2008/2009 höll  
kontinentalcupen i backhoppning en tävling i Malinka och sedan 2012/2013 har hoppbacken varit tävlingsplats i världscupen.